# 齿叶猫尾木
齿叶猫尾木（学名：Dolichandrone stipulata var. velutina）为紫葳科猫尾木属下的一个变种。